# Saison 2024 de l'équipe cycliste Ineos Grenadiers
La saison 2024 de l'Équipe cycliste Ineos Grenadiers est la quinzième de cette équipe.

## Coureurs et encadrement technique

### Effectif
| Coureur              | Date de Nais.     | Nationalité | Équipe en 2023               | Vict. | Cont.             | Maillot dist.      |
| -------------------- | ----------------- | ----------- | ---------------------------- | ----- | ----------------- | ------------------ |
| Thymen Arensman      | 4 décembre 1999   | Pays-Bas    | Ineos Grenadiers             | 0     | 01/2023 - 12/2027 |                    |
| Andrew August        | 12 octobre 2005   | États-Unis  | Néo-pro                      | 0     | 01/2024 - 12/2026 |                    |
| Egan Bernal          | 13 janvier 1997   | Colombie    | Ineos Grenadiers             | 0     | 01/2018 - 12/2026 |                    |
| Jonathan Castroviejo | 27 avril 1987     | Espagne     | Ineos Grenadiers             | 0     | 01/2018 - 12/2025 |                    |
| Laurens De Plus      | 4 septembre 1995  | Belgique    | Ineos Grenadiers             | 0     | 01/2021 - 12/2026 |                    |
| Tobias Foss          | 25 mai 1997       | Norvège     | Jumbo-Visma                  | 1     | 01/2024 - 12/2026 |                    |
| Omar Fraile          | 17 juillet 1990   | Espagne     | Ineos Grenadiers             | 0     | 01/2022 - 12/2025 |                    |
| Filippo Ganna        | 25 juillet 1996   | Italie      | Ineos Grenadiers             | 3     | 01/2019 - 12/2027 | - Contre-la-montre |
| Ethan Hayter         | 18 septembre 1998 | Royaume-Uni | Ineos Grenadiers             | 1     | 01/2020 - 12/2024 | - Route            |
| Leo Hayter,          | 10 août 2001      | Royaume-Uni | Ineos Grenadiers             | 0     | 01/2023 - 08/2024 |                    |
| Kim Heiduk           | 3 mars 2000       | Allemagne   | Ineos Grenadiers             | 0     | 01/2022 - 12/2025 |                    |
| Michał Kwiatkowski   | 2 juin 1990       | Pologne     | Ineos Grenadiers             | 0     | 01/2016 - 12/2025 |                    |
| Michael Leonard      | 26 mars 2004      | Canada      | Ineos Grenadiers             | 0     | 01/2023 - 12/2025 |                    |
| Jhonatan Narváez     | 4 mars 1997       | Équateur    | Ineos Grenadiers             | 2     | 01/2019 - 12/2024 | - Route            |
| Tom Pidcock          | 30 juillet 1999   | Royaume-Uni | Ineos Grenadiers             | 1     | 02/2021 - 12/2024 |                    |
| Salvatore Puccio     | 31 août 1989      | Italie      | Ineos Grenadiers             | 0     | 01/2012- 12/2025  |                    |
| Brandon Rivera       | 21 mars 1996      | Colombie    | Ineos Grenadiers             | 1     | 01/2020 - 12/2025 |                    |
| Carlos Rodriguez     | 2 février 2001    | Espagne     | Ineos Grenadiers             | 3     | 01/2020 - 12/2027 |                    |
| Óscar Rodríguez      | 6 mai 1995        | Espagne     | Movistar                     | 0     | 01/2024 - 12/2026 |                    |
| Luke Rowe,           | 10 mars 1990      | Royaume-Uni | Ineos Grenadiers             | 0     | 01/2012 - 10/2024 |                    |
| Artem Shmidt ,       | 30 janvier 2004   | États-Unis  | Hagens Berman Jayco          | 0     | 08/2024 - 12/2026 |                    |
| Magnus Sheffield     | 19 avril 2002     | États-Unis  | Ineos Grenadiers             | 0     | 01/2022 - 12/2026 |                    |
| Theodor Storm        | 31 mars 2005      | Danemark    | NPV-Carl Ras Roskilde Junior | 0     | 01/2024 - 12/2026 |                    |
| Ben Swift            | 5 novembre 1987   | Royaume-Uni | Ineos Grenadiers             | 0     | 01/2019 - 12/2025 |                    |
| Connor Swift         | 30 octobre 1995   | Royaume-Uni | Ineos Grenadiers             | 0     | 01/2023 - 12/2026 |                    |
| Joshua Tarling       | 15 février 2004   | Royaume-Uni | Ineos Grenadiers             | 2     | 01/2023 - 12/2027 | - Contre-la-montre |
| Geraint Thomas       | 25 mai 1986       | Royaume-Uni | Ineos Grenadiers             | 0     | 01/2010 - 12/2025 |                    |
| Ben Turner           | 28 mai 1999       | Royaume-Uni | Ineos Grenadiers             | 0     | 01/2022 - 12/2026 |                    |
| Elia Viviani         | 7 février 1989    | Italie      | Ineos Grenadiers             | 0     | 01/2022 - 12/2024 |                    |
| Cameron Wurf         | 3 août 1983       | Australie   | Ineos Grenadiers             | 0     | 01/2020 - 12/2024 |                    |

### Encadrement technique
| Poste                          | Identité |
| ------------------------------ | --- |
| Manager général                | John Maxwell Allert |
| Assistants directeurs sportifs | Adrián López, Carsten Jeppesen, Christian Knees, Dario Cioni, Ian Stannard, Imanol Erviti, Kurt Bogaerts, Leonardo Basso, Oliver Cookson, Steve Cummings, Xabier Artetxe, Xabier Zandio, Zakkari Dempster |

## Champions nationaux, continentaux et mondiaux
| Date           | Course                                               | Maillot | Coureurs         | Pays            | Lieu                |
| -------------- | ---------------------------------------------------- | ------- | ---------------- | --------------- | ------------------- |
| 3 février 2024 | Championnat d'Équateur de cyclisme sur route         |         | Jhonatan Narváez | Équateur        | Riobamba            |
| 19 juin 2024   | Championnat de Grande-Bretagne du contre-la-montre   |         | Joshua Tarling   | Grande-Bretagne | Catterick           |
| 20 juin 2024   | Championnat d'Italie du contre-la-montre             |         | Filippo Ganna    | Italie          | Grosseto            |
| 23 juin 2024   | Championnat de Grande-Bretagne de cyclisme sur route |         | Ethan Hayter     | Grande-Bretagne | Saltburn-by-the-Sea |

## Classement UCI par équipes
Le classement UCI par équipes se calcule en comptabilisant les points des 20 meilleurs coureurs de l'équipe. Ce classement est calculé avec les points acquis lors de l'année civile. Au terme d'une période de trois ans (2023-2025), les dix-huit meilleures équipes recevront une licence World Tour pour la prochaine période (2026-2028).
| Classement UCI (par équipes) au 20 octobre 2024. | Classement UCI (par équipes) au 20 octobre 2024. | Classement UCI (par équipes) au 20 octobre 2024. | Classement UCI (par équipes) au 20 octobre 2024. | Classement UCI (par équipes) au 20 octobre 2024. |
| #                                                | Équipe                                           | 2024                                             | Diff.                                            |                                                  |
| ------------------------------------------------ | ------------------------------------------------ | ------------------------------------------------ | ------------------------------------------------ | ------------------------------------------------ |
| 1                                                | UAE Team Emirates                                | 37407,60                                         | -                                                |                                                  |
| 2                                                | Team Visma-Lease a Bike                          | 20427,98                                         | 16979,62                                         |                                                  |
| 3                                                | Soudal Quick-Step                                | 18153,97                                         | 2274,01                                          |                                                  |
| 4                                                | Lidl-Trek                                        | 17989,00                                         | 164,97                                           |                                                  |
| 5                                                | Red Bull-Bora-Hansgrohe                          | 16894,33                                         | 1094,67                                          |                                                  |
| 6                                                | Decathlon AG2R La Mondiale                       | 15930,84                                         | 963,39                                           |                                                  |
| 7                                                | Ineos Grenadiers                                 | 15547,97                                         | 382,87                                           |                                                  |
| 8                                                | Alpecin-Deceuninck                               | 15020,00                                         | 527,97                                           |                                                  |
| 9                                                | Lotto Dstny                                      | 12579,29                                         | 2440,71                                          |                                                  |
| 10                                               | Groupama-FDJ                                     | 12357,00                                         | 222,29                                           |                                                  |
| 11                                               | Israel-Premier Tech                              | 11723,33                                         | 633,67                                           |                                                  |
| 12                                               | EF Education-EasyPost                            | 11594,95                                         | 128,38                                           |                                                  |
| 13                                               | Movistar Team                                    | 10879,00                                         | 715,95                                           |                                                  |
| 14                                               | Jayco AlUla                                      | 10625,30                                         | 253,70                                           |                                                  |
| 15                                               | Intermarché-Wanty                                | 9915,00                                          | 710,30                                           |                                                  |
| 16                                               | Team dsm-firmenich PostNL                        | 9646,63                                          | 268,37                                           |                                                  |
| 17                                               | Bahrain Victorious                               | 9547,16                                          | 99,47                                            |                                                  |
| 18                                               | Uno-X Mobility                                   | 8938,67                                          | 608,49                                           |                                                  |
| 19                                               | Arkéa-B&B Hotels                                 | 8735,00                                          | 203,67                                           |                                                  |
| 20                                               | Cofidis                                          | 7889,84                                          | 845,16                                           |                                                  |
| 21                                               | Astana Qazaqstan Team                            | 6563,24                                          | 1326,60                                          |                                                  |
| 22                                               | Tudor Pro Cycling Team                           | 5753,33                                          | 809,91                                           |                                                  |

| Liste des vingt coureurs marquant des points pour le classement UCI par équipes 2024. | Liste des vingt coureurs marquant des points pour le classement UCI par équipes 2024. | Liste des vingt coureurs marquant des points pour le classement UCI par équipes 2024. |
| #                                                                                     | Coureur                                                                               | Points                                                                                |
| ------------------------------------------------------------------------------------- | ------------------------------------------------------------------------------------- | ------------------------------------------------------------------------------------- |
| 1                                                                                     | Carlos Rodriguez                                                                      | 2290,86                                                                               |
| 2                                                                                     | Jhonatan Narváez                                                                      | 2110,00                                                                               |
| 3                                                                                     | Tom Pidcock                                                                           | 1970,00                                                                               |
| 4                                                                                     | Geraint Thomas                                                                        | 1270,00                                                                               |
| 5                                                                                     | Egan Bernal                                                                           | 1242,86                                                                               |
| 6                                                                                     | Filippo Ganna                                                                         | 1225,67                                                                               |
| 7                                                                                     | Thymen Arensman                                                                       | 1149,00                                                                               |
| 8                                                                                     | Magnus Sheffield                                                                      | 1010,00                                                                               |
| 9                                                                                     | Joshua Tarling                                                                        | 667,86                                                                                |
| 10                                                                                    | Laurens De Plus                                                                       | 602,86                                                                                |
| 11                                                                                    | Brandon Rivera                                                                        | 353,00                                                                                |
| 12                                                                                    | Tobias Foss                                                                           | 334,00                                                                                |
| 13                                                                                    | Ethan Hayter                                                                          | 248,00                                                                                |
| 14                                                                                    | Óscar Rodríguez                                                                       | 247,00                                                                                |
| 15                                                                                    | Michał Kwiatkowski                                                                    | 233,00                                                                                |
| 16                                                                                    | Ben Turner                                                                            | 199,86                                                                                |
| 17                                                                                    | Elia Viviani                                                                          | 155,00                                                                                |
| 18                                                                                    | Connor Swift                                                                          | 99,00                                                                                 |
| 19                                                                                    | Kim Heiduk                                                                            | 72,00                                                                                 |
| 20                                                                                    | Ben Swift                                                                             | 68,00                                                                                 |
| TOTAL                                                                                 | TOTAL                                                                                 | 15547,97                                                                              |

| Classement UCI (par équipes) pour les années 2023 et 2024. | Classement UCI (par équipes) pour les années 2023 et 2024. | Classement UCI (par équipes) pour les années 2023 et 2024. | Classement UCI (par équipes) pour les années 2023 et 2024. | Classement UCI (par équipes) pour les années 2023 et 2024. | Classement UCI (par équipes) pour les années 2023 et 2024. |
| #                                                          | Équipe                                                     | 2023                                                       | 2024                                                       | Total                                                      | Diff.                                                      |
| ---------------------------------------------------------- | ---------------------------------------------------------- | ---------------------------------------------------------- | ---------------------------------------------------------- | ---------------------------------------------------------- | ---------------------------------------------------------- |
| 1                                                          | UAE Team Emirates                                          | 30963,18                                                   | 37407,60                                                   | 68370,78                                                   | -                                                          |
| 2                                                          | Team Visma-Lease a Bike                                    | 29654,45                                                   | 20427,98                                                   | 50082,43                                                   | 18288,35                                                   |
| 3                                                          | Soudal Quick-Step                                          | 18702,85                                                   | 18153,97                                                   | 36856,82                                                   | 13225,61                                                   |
| 4                                                          | Lidl-Trek                                                  | 16054,45                                                   | 17989,00                                                   | 34043,45                                                   | 2813,37                                                    |
| 5                                                          | Ineos Grenadiers                                           | 17760,93                                                   | 15547,97                                                   | 33308,90                                                   | 734,55                                                     |
| 6                                                          | Red Bull-Bora-Hansgrohe                                    | 13325,13                                                   | 16894,33                                                   | 30219,46                                                   | 3089,44                                                    |
| 7                                                          | Alpecin-Deceuninck                                         | 14519,25                                                   | 15020,00                                                   | 29539,25                                                   | 680,21                                                     |
| 8                                                          | Groupama-FDJ                                               | 14834,51                                                   | 12357,00                                                   | 27191,51                                                   | 2347,74                                                    |
| 9                                                          | Lotto Dstny                                                | 14112,83                                                   | 12579,29                                                   | 26692,12                                                   | 499,39                                                     |
| 10                                                         | Bahrain Victorious                                         | 15787,81                                                   | 9547,16                                                    | 25334,97                                                   | 1357,15                                                    |
| 11                                                         | Decathlon AG2R La Mondiale                                 | 9096,00                                                    | 15930,84                                                   | 25026,84                                                   | 308,13                                                     |
| 12                                                         | EF Education-EasyPost                                      | 11818,69                                                   | 11594,95                                                   | 23413,64                                                   | 1613,20                                                    |
| 13                                                         | Movistar Team                                              | 10989,53                                                   | 10879,00                                                   | 21868,53                                                   | 1545,11                                                    |
| 14                                                         | Israel-Premier Tech                                        | 10022,00                                                   | 11723,33                                                   | 21745,33                                                   | 123,20                                                     |
| 15                                                         | Jayco AlUla                                                | 10737,65                                                   | 10625,30                                                   | 21362,95                                                   | 382,38                                                     |
| 16                                                         | Intermarché-Wanty                                          | 10492,28                                                   | 9915,00                                                    | 20407,28                                                   | 955,67                                                     |
| 17                                                         | Team dsm-firmenich PostNL                                  | 9102,20                                                    | 9646,63                                                    | 18748,83                                                   | 1658,45                                                    |
| 18                                                         | Cofidis                                                    | 10437,41                                                   | 7889,84                                                    | 18327,25                                                   | 421,58                                                     |
| 19                                                         | Arkéa-B&B Hotels                                           | 7229,00                                                    | 8735,00                                                    | 15964,00                                                   | 2363,25                                                    |
| 20                                                         | Uno-X Mobility                                             | 6569,00                                                    | 8938,67                                                    | 15507,67                                                   | 456,33                                                     |
| 21                                                         | Astana Qazaqstan Team                                      | 7044,44                                                    | 6563,24                                                    | 13607,68                                                   | 1899,99                                                    |
| 22                                                         | TotalEnergies                                              | 5765,00                                                    | 4897,00                                                    | 10662,00                                                   | 2945,68                                                    |

## Classement UCI individuel en fin de saison
| 20  | Carlos Rodriguez | 2290,86 |
| 23  | Jhonatan Narváez | 2110,00 |
| 30  | Tom Pidcock      | 1970,00 |
| 59  | Geraint Thomas   | 1270,00 |
| 63  | Egan Bernal      | 1242,86 |
| 67  | Filippo Ganna    | 1225,67 |
| 72  | Thymen Arensman  | 1149,00 |
| 87  | Magnus Sheffield | 1010,00 |
| 149 | Joshua Tarling   | 667,86  |
| 164 | Laurens De Plus  | 602,86  |

| 255 | Brandon Rivera     | 353,00 |
| 271 | Tobias Foss        | 334,00 |
| 352 | Ethan Hayter       | 248,00 |
| 354 | Óscar Rodríguez    | 247,00 |
| 372 | Michał Kwiatkowski | 233,00 |
| 436 | Ben Turner         | 199,86 |
| 520 | Elia Viviani       | 155,00 |
| 691 | Connor Swift       | 99,00  |
| 853 | Kim Heiduk         | 72,00  |
| 880 | Ben Swift          | 68,00  |

| 906  | Artem Shmidt         | 65,00 |
| 1201 | Jonathan Castroviejo | 44,86 |
| 1303 | Michael Leonard      | 37,00 |
| 1653 | Andrew August        | 23,00 |
| 1709 | Omar Fraile          | 20,86 |
| 2721 | Salvatore Puccio     | 3,00  |
| -    | Leo Hayter           | 0,00  |
| -    | Luke Rowe            | 0,00  |
| -    | Theodor Storm        | 0,00  |
| -    | Cameron Wurf         | 0,00  |